# Liste der Kulturdenkmale in Volsemenhusen
In der Liste der Kulturdenkmale in Volsemenhusen sind alle Kulturdenkmale der schleswig-holsteinischen Gemeinde Volsemenhusen (Kreis Dithmarschen) und ihrer Ortsteile aufgelistet (Stand: 10. März 2025).

## Legende
In den Spalten befinden sich folgende Informationen:
- Objekt-ID: die Nummer des Kulturdenkmales
- Lage: die Adresse des Kulturdenkmales und die geographischen Koordinaten. Kartenansicht, um Koordinaten zu setzen. In der Kartenansicht sind Kulturdenkmale ohne Koordinaten mit einem roten Marker dargestellt und können in der Karte gesetzt werden. Kulturdenkmale ohne Bild sind mit einem blauen Marker gekennzeichnet, Kulturdenkmale mit Bild mit einem grünen Marker.
- Offizielle Bezeichnung: Bezeichnung des Kulturdenkmales
- Beschreibung: die Beschreibung des Kulturdenkmales
- Bild: ein Bild des Kulturdenkmales

## Bauliche Anlagen
| Objekt-ID     | Lage                                       | Offizielle Bezeichnung | Beschreibung | Bild            |
| ------------- | ------------------------------------------ | ---------------------- | --- | --------------- |
| 53133         | Rösthusen 21 (53° 57′ 56″ N, 9° 5′ 59″ O)  | Backsteinhallenhaus    | Backsteinhallenhaus, im Kern vermutlich 18. Jh., freistehendes eingeschossiges Wohnstallhaus aus Sichtziegelmauerwerk mit frühneuzeitlichem Dachtragwerk und reetgedecktem Halbwalmdach; im inneren Fragmente der historischen Ausstattung - Begründung: geschichtlich, Kulturlandschaft prägend - Schutzumfang: Backsteinhallenhaus, - Denkmaltyp: Bauliche Anlage | BW              |
| 2656 Wikidata | Süderwisch 28 (53° 57′ 24″ N, 9° 4′ 42″ O) | Windturbine            | Alteintragung (Aktualisierung vorgesehen) - Begründung: Alteintragung (Aktualisierung vorgesehen) - Schutzumfang: Alteintragung (Aktualisierung vorgesehen) - Denkmaltyp: Bauliche Anlage | Fotos hochladen |

## Quelle
- Liste der Kulturdenkmale in Schleswig-Holstein – Kreis Dithmarschen (PDF)

- Karte mit allen Koordinaten:
- OSM |
- WikiMap